# Jean-Marie Loret
Jean-Marie Loret, rodným jménem Jean-Marie Lobjoie (18. nebo 25. března 1918 Seboncourt – 13. nebo 14. února 1985 Saint-Quentin), byl francouzský zaměstnanec železnice a údajný nemanželský syn německého diktátora Adolfa Hitlera. Loret tvrdí, že mu matka v roce 1948, krátce před svou smrtí, prozradila, že tím „neznámým německým vojákem“, s nímž měla za první světové války poměr, byl právě Adolf Hitler. Heinz Linge, který sloužil jako komorník Adolfa Hitlera, ve svých pamětech With Hitler to the End (S Hitlerem až do konce) tvrdí, že 24. června 1940 Hitler tajně pověřil Heinricha Himmlera, aby našel Loreta a jeho matku.
Loretovo tvrzení podpořil německý historik Werner Maser, který poprvé upozornil veřejnost na toto tvrzení v novinách v roce 1977 na základě článku v časopise Zeitgeschichte. Loret vydal v roce 1981 vlastní biografii Ton père s'appelait Hitler (Tvůj otec se jmenoval Hitler).
Avšak převládající názor historiků, jako jsou například Anton Joachimsthaler, Timothy Ryback, Ian Kershaw a belgický novinář Jean-Paul Mulders, je však takový, že Hitlerovo otcovství je nepravděpodobné či dokonce nemožné jej prokázat.

## Život
Narodil v roce 1918 v obci Seboncourt jako Jean-Marie Lobjoie. Jeho matkou byla Charlotte Eudoxie Alida Lobjoie (1898–1951), dcera řezníka Louise Josepha Alfreda Lobjoie a jeho manželky Marie Flore Philomène (Colpin) Lobjoie. Podle matriky byl Loretovým otcem neznámý německý voják z první světové války. Adolf Hitler pobýval v letech 1916 a 1917 v lokalitách Seclin, Fournes-en-Weppes, Wavrin a Ardooie a podle očitých svědků měl mít vztah s Charlottou Lobjoieovou. Vznikla tak myšlenka, že by Hitler mohl být otcem Loreta, což je věčným předmětem diskusí.[zdroj?]
Charlotte Lobjoie byla tanečnice, i když se této profesi zřejmě začala věnovat až po přestěhování do Paříže – několik měsíců po narození Loreta a skončení války. Loret strávil prvních sedm let života u prarodičů, s nimiž se Charlotte po přestěhování do Paříže nestýkala. Dne 22. května 1922 se Charlotte provdala za Clémenta Loreta, litografa, který prohlásil, že bude podporovat nemanželského syna své ženy a dovolí mu nosit vlastní příjmení. Podle Loreta se k němu jeho prarodiče chovali špatně. Po jejich smrti v polovině 20. let 20. století se jeho teta Alice Lobjoieová zasadila o to, aby jejího synovce adoptovala rodina bohatého stavebního magnáta Frizon ze Saint-Quentinu. Od té doby Loret chodil na katolické internátní školy v Cambrai a Saint-Quentinu.[zdroj?]
Loret vstoupil v roce 1936 do francouzské armády a v průběhu let se vypracoval až na pozici rotného. Po druhé světové válce se stal podnikatelem. Této činnosti se však musel kvůli platební neschopnosti v roce 1948 vzdát.[zdroj?]
Loret tvrdil, že věděl o tom, že jeho otec byl německý voják, ale neměl ponětí o jeho totožnosti. Také tvrdil, že mu matka v roce 1948, krátce před svou smrtí, oznámila, že tím vojákem byl Adolf Hitler.
Během druhé světové války pracoval jako chargé de mission u francouzské policie v Saint-Quentinu. Tvrdil, že tuto práci získal na Hitlerův příkaz, ačkoli to nelze ničím konkrétním podložit. Obvinění, že spolupracoval s jednotkami gestapa ve Francii, jsou rovněž neprokázaná. Po válce proti němu nebyla vznesena žádná obvinění z kolaborace. Uvedl, že Hitler nařídil zničit veškeré materiály, které se Loreta týkaly. Byl považován za průměrného jedince a nebyl příliš pilný. Fakt, že by získal tak vysoký post pouze vlastními zásluhami ještě ve svých dvaceti letech, by byl velmi neobvyklý.[zdroj?]
Byl několikrát ženatý a měl celkem devět dětí. Některé zdroje uvádějí, že ho jeho žena v roce 1948, když se dozvěděla, že její muž je synem Hitlera, opustila. V některých novinových článcích je jméno jeho manželky uváděno jako Muguette, která s ním v té době ještě žila. Není však jasné, zda šlo o jeho první manželku, či o novou.[zdroj?]
Dne 8. června 1978, během veřejné diskuse, převezl historik Werner Maser Loreta do svého domu v německém Špýru, aby ho izoloval od intenzivního zájmu tisku o Loretův dům v Saint-Quentinu. Maser a Loret navštívili několik míst, včetně bývalého koncentračního tábora v Dachau, kde údajně padla Loretova slova „Já jsem si svého otce nevybral.“[zdroj?]
Maser bral Loreta na cesty, kde přednášel o jeho rodičovství, a dokonce ho vzal do Tokia. Loret se však zdráhal poskytovat rozhovory.[zdroj?]
V roce 1979 se Loret a Maser rozešli. Loret následně vydal, ve spolupráci s René Mathotem, autobiografii Ton père s'appelait Hitler (Tvůj otec se jmenoval Hitler; Paříž 1981).[zdroj?]

## Spojitost Loret-Hitler
Příběh „Hitlerova syna“ se poprvé objevil na veřejnosti v 70. letech 20. století, a to v různých ilustrovaných časopisech, například Bunte, ale také v renomovanějších publikacích, například v historickém časopise Zeitgeschichte a zpravodajském časopise Der Spiegel. Poslední jmenovaný uveřejnil dosud nejvlivnější článek o Loretovi pod názvem „Láska ve Flandrech“.
Konečný původ příběhu o Hitlerově synovi, který se zpočátku šířil pouze ústně, se do té doby nepodařilo zjistit. Když se o příběhu dozvěděl německý historik Werner Maser, písemné zprávy, podle nichž byl Loret nemanželským synem Francouzky a německého vojáka Hitlera, se v Loretově rodišti šířily již poměrně dlouho. Zda tyto fámy vypustil do světa sám Loret, nebo někdo jiný, se nikdy nepodařilo zjistit. Hitler sám přiznal, že je otcem dítěte, pravděpodobně Loreta. Ve své knize With Hitler to the End: The Memoirs of Adolf Hitler's Valet (1980) Heinz Linge uvádí, že Hitler před několika lidmi uvedl „své přesvědčení, že má syna, který se narodil v roce 1918 jako výsledek vztahu, který navázal s francouzskou dívkou jako voják v letech 1916–1917 v severní Francii a Belgii...."
Maser tvrdil, že o údajném Hitlerově synovi se poprvé doslechl v roce 1965, když prováděl výzkum ve městě Wavrin a okolních městech. Tyto zprávy sledoval, setkal se s Loretem a podařilo se mu ho přesvědčit, aby příběh nechal zveřejnit. Maser vynaložil velké úsilí, aby shromáždil důkazy, což však historici včetně Antona Joachimsthalera kritizovali a tvrdili, že Maser podřizuje vědeckou snahu o dosažení pravdy komerčním motivům, jako je senzacechtivost a potěšení ze skandálu.[zdroj?]
Podle Maserova líčení došlo ke spojení Loreta a Hitlera následovně: Hitler se s Charlottou Lobjoieovou seznámil v roce 1916 ve městě Wavrin, v Německem okupované části Francie, když zde sloužil jako voják, a navázal s ní milostný vztah. Loret byl počat v létě 1917 v Ardooie nebo podle jiných zdrojů na podzim 1917 v Le Ceteau. Druhá varianta je méně pravděpodobná, protože by vyžadovala předčasný porod.[zdroj?]
Maser v Hitlerově biografii píše o vztahu s Lobjoieovou:

Na začátku roku 1916 se mladá žena poprvé setkala s německým vojákem Adolfem Hitlerem. Nejprve pobývala v Premontu, nechala se s ním pohlavně sblížit a až do podzimu 1917 ho následovala mimo jiné do Seboncourtu, Forunes, Wavrinu a Noyelles-lès-Seclin v severní Francii – a v květnu, červnu a červenci 1917 také do Ardooie v Belgii (p. 528).[zdroj?]

Kritici této zprávy poukazovali na to, že Maser nemá žádné důkazy kromě Loretova vlastního tvrzení, které bylo přinejlepším z druhé ruky. Genetické potvrzení jeho biologické dědičnosti, provedené na univerzitě v Heidelbergu, vedlo ke zjištění, že „v nejlepším případě by Loret mohl být Hitlerovým synem“, ale že jím být nemusí.[zdroj?]
Maser tvrdil, že důkazem Hitlerova otcovství je angažmá Charlotty Lobjoieové ve francouzském sanatoriu (údajně na Hitlerův pokyn) po německé invazi do Francie a zdlouhavý výslech Loreta v hotelu Lutetia, sídle gestapa v Paříži, jakož i Loretova údajná spolupráce s gestapem v roli policisty.[zdroj?]
Maserův výslech Alice Lobjoieové, Loretovy tety a Charlotiny sestry, kterou chtěl přivést do hry jako „korunní svědkyni“ pro své tvrzení, přinesl naopak negativní výsledek: Alice Lobjoieová uvedla, že její sestra skutečně udržovala milostný vztah s německým vojákem, ale důrazně popřela, že by tímto vojákem byl Adolf Hitler. Uvedla, že si docela dobře pamatuje tvář tohoto muže a ví, že tato tvář se Hitlerovi vůbec nepodobala. Kromě toho do protokolu uvedla: „Jean je blázen. Tu historku o Hitlerovi mu jen namluvili Němci.“
Kromě tvrzení Alice Lobjoieové uvedli kritici Maserovy teze. Například historik Joachimsthaler uvedl do debaty mimo jiné svědectví Hitlerových válečných spolubojovníků, kteří ve svých vzpomínkách na Hitlera v první světové válce shodně konstatovali, že byl rozhodně proti jakýmkoli vztahům německých vojáků s francouzskými ženami. Balthasar Brandmayer ve svých pamětech Two Dispatch-Runners z roku 1932 uvedl, že Hitler reagoval nejostřeji proti záměru svých spolubojovníků z pluku zaplést se s francouzskými ženami a vyčítal jim, že „nemají německý smysl pro čest“.
Kritici navíc tvrdili, že Maserův příběh je logicky nesourodý: je velmi nepravděpodobné, že by jakýkoli voják ve válce, natož vojín s nízkým postavením ve vojenské hierarchii, dokázal brát s sebou milenku při všech přesunech svého pluku, jak to podle Maserova líčení dělal Hitler s Lobjoieovou. Volný pohyb by byl v okupovaných oblastech sotva možný a to, že by Charlotta cestovala spolu s plukem, je velmi nepravděpodobné.[zdroj?]
V průběhu historického mootu Aschaffenburger v roce 1979 Maser o této záležitosti nejprve mlčel. Nakonec ve svém vlastním příspěvku do diskuse prohlásil, že případný Hitlerův nemanželský syn je okrajovou záležitostí. Joachimsthaler to označil za Maserův „vlastní soukromý konečný cíl“.[zdroj?]
Deník Daily Express v článku z 15. února 1985 tvrdil, že po Hitlerově smrti byl mezi jeho věcmi nalezen portrét Loretovy matky, ale neměl pro to žádné důkazy. Ve skutečnosti byl portrét namalován Adolfem Hitlerem v roce 1916, který údajně zobrazoval Charlottu Lobjoieovou se šátkem na hlavě a s vidličkou v ruce. To zjistil belgický podnikatel v 60. letech a publikoval v jednom z čísel časopisu Panorama na počátku 70. let. Je proto velmi nepravděpodobné, že by se stejný portrét našel mezi Hitlerovými věcmi v roce 1945. V tomto případě je třeba vysledovat původ tvrzení v nedorozumění.
Po vydání knihy Fälschung, Dichtung und Wahrheit über Hitler und Stalin (Padělání, poezie a pravda o Hitlerovi a Stalinovi) v roce 2005, v rozhovoru pro krajně pravicově orientovaný National Zeitung, Maser potvrdil, že si stejně jako dříve stojí za svou tezí a tvrdí, že Loret „byl jednoznačně Hitlerův syn“ a že to bylo „ve Francii ze strany oficiálních činitelů uznáno“. Dvanácté vydání Maserovy knihy Adolf Hitler: Legend, Myth, Reality, obsahuje přílohu na toto téma.[zdroj?]

## Pozdější ohlasy v médiích
V roce 2008 se belgický novinář Jean-Paul Mulders vydal do Německa, Rakouska, Francie a Spojených států, aby shromáždil DNA posledních žijících Hitlerových příbuzných v Rakousku a na Long Islandu. Získal také DNA z pohlednicových známek zaslaných Loretem. Porovnáním DNA ze známek s DNA Hitlerových příbuzných Mulders tvrdil, že existuje důkaz, že Loret nebyl synem Adolfa Hitlera. Výsledky svého výzkumu zveřejnil v největším belgickém deníku Het Laatste Nieuws. V únoru 2009 vydal Herbig Verlag v mnichovském nakladatelství knihu Auf der Suche nach Hitlers Sohn - Eine Beweisaufnahme.[zdroj?]
Dne 17. února 2012 napsal francouzský časopis Le Point článek, v němž uvedl, že studie ze sedmdesátých let provedená Heidelberskou univerzitou prokázala shodu krevní skupiny Hitlera a Loreta. Další studie ukázala, že měli podobné písmo. V článku se také uvádí, že oficiální dokumenty německé armády dokazují, že důstojníci během okupace za druhé světové války nosili slečně Lobjoieové obálky s penězi. Časopis také popsal návrh právníka, že by si rodina mohla dělat nárok na honoráře za Hitlerovu knihu Mein Kampf. Obsah článku ještě téhož dne převyprávěly další zahraniční noviny, například The Daily Telegraph a National Post, které původní článek dezinterpretovaly tvrzením, že Francouzi svůj článek založili na nových studiích. Podle těchto novin mělo vyjít revidované vydání Loretovy knihy obsahující nová zjištění. Francouzský článek se však o revidovaném vydání nezmiňoval.[zdroj?]
V roce 2018 poskytla ruská státní televize NTV rozhovor muži jménem Philippe Loret, který je údajně synem Jeana-Marie Loreta. Ten tvrdí, že je Hitlerovým vnukem. Dokument byl natočen v Loretově domě, který byl vyzdoben nacistickými relikviemi. Loret v dokumentu hovoří o spiknutí rodiny Rothschildů. V roce 2018 bylo oznámeno, že Loretův syn Philippe podstoupí test DNA, který má určit, zda je Hitlerovým vnukem, ale výsledky dodnes nejsou známy.[zdroj?]